# Ratzerod
Ratzerod ist eine Wüstung in der Gemarkung Hohenzell in der Stadt Schlüchtern, im Main-Kinzig-Kreis in Hessen.

## Geografische Lage
Ratzerod liegt auf einer Höhe von 385 m über NN, ca. 3 km südöstlich von Hohenzell.

## Geschichte
Die älteste erhaltene Erwähnung der Siedlung Ratzerod stammt aus dem Jahr 1303. Damals trug ein Herr von Ololsbach 1/3 der der Ortschaft vom Bistum Würzburg zu Lehen. Die Huterechte besaß der Hof Lindenberg. Der Ort gehörte zur Grafschaft Hanau, seit 1458: Grafschaft Hanau-Münzenberg. Dort war er dem Amt Schlüchtern zugeordnet.
Ab 1496 siedelten im Gebiet Ratzerod jüdische Familien, die der Judenverfolgung während der Pestzeit in Steinau entkommen waren. Die aus dieser Besiedlung herrührende Bezeichnung Judenschule findet sich in Wander - und historischen Karten an einer Quelle bzw. einem kleinen Teich (Koordinaten: 50°17'27.7"N, 9°32'40.5"E), was für jüdische Reinigungsriten wichtig ist.
Mit dem Tod des letzten Hanauer Grafen, Johann Reinhard III., fiel Ratzerod 1736 mit der ganzen Grafschaft Hanau-Münzenberg an die Landgrafschaft Hessen-Kassel, aus der 1803 das Kurfürstentum Hessen wurde. 
Während der napoleonischen Zeit befand sich die Wüstung Ratzerod ab 1806 in einem Gebiet unter französischer Militärverwaltung, das 1807–1810 zum Fürstentum Hanau und dann von 1810 bis 1813 zum Großherzogtum Frankfurt, Departement Hanau gehörte. Anschließend fiel das Gebiet wieder an das Kurfürstentum Hessen zurück. 1817 waren hier nur noch Wiesen und es findet sich die Anmerkung, dass das Dorf Rudolfs hier gestanden haben soll. Nach der Verwaltungsreform des Kurfürstentums Hessen von 1821, im Rahmen derer Kurhessen in vier Provinzen und 22 Kreise eingeteilt wurde, gehörte das Gebiet von Ratzerod zum Landkreis Schlüchtern. 1866 wurde das Kurfürstentum nach dem Preußisch-Österreichischen Krieg von Preußen annektiert. In der Deutschen Grundkarte von 1906 findet sich die Flurbezeichnung Ratzerod. Nach dem Zweiten Weltkrieg wurde das Gebiet Bestandteil des Bundeslandes Hessen.

## Historische Namensformen
- Rateresrode (1303)
- Ratsrode (1331)
- Ratzerod (1496)
- Ratzenrod (1817)